# Населённые пункты Чернушинского района
Чернушинский район включает 80 населённых пунктов, в том числе 1 город, 18 сёл, 6 посёлков и 49 деревень.

## Чернушинское городское поселение
| Название | Тип населённого пункта        | Население, 2010 год | Почтовый индекс | ОКАТО          |
| -------- | ----------------------------- | ------------------- | --------------- | -------------- |
| Чернушка | город, административный центр | 33 272              | 617 830         | 57 257 501 000 |
| Азинский | посёлок                       | 1492                | 617 834         | 57 257 843 008 |

## Ананьинское сельское поселение
| Название       | Тип населённого пункта       | Население, 2010 год | Почтовый индекс | ОКАТО          |
| -------------- | ---------------------------- | ------------------- | --------------- | -------------- |
| Ананьино       | село, административный центр | 568                 | 617 812         | 57 257 804 001 |
| Ермия          | село                         | 393                 | 617 813         | 57 257 819 001 |
| Маланичи       | деревня                      | 39                  | 617 812         | 57 257 804 003 |
| Большое Качино | деревня                      | 13                  | 617 812         | 57 257 804 002 |
| Кутана         | деревня                      | 0                   | 617 813         | 57 257 819 002 |

## Бедряжинское сельское поселение
| Название       | Тип населённого пункта       | Население, 2010 год | Почтовый индекс | ОКАТО          |
| -------------- | ---------------------------- | ------------------- | --------------- | -------------- |
| Бедряж         | село, административный центр | 452                 | 617 816         | 57 257 810 001 |
| Каменные Ключи | деревня                      | 164                 | 617 816         | 57 257 810 003 |
| Андроново      | деревня                      | 119                 | 617 816         | 57 257 810 002 |
| Комарово       | деревня                      | 37                  | 617 816         | 57 257 810 004 |
| Средняя Куба   | деревня                      | 11                  | 617 816         | 57 257 810 006 |
| Нижняя Куба    | деревня                      | 2                   | 617 816         | 57 257 810 005 |

## Бродовское сельское поселение
| Название        | Тип населённого пункта       | Население, 2010 год | Почтовый индекс | ОКАТО          |
| --------------- | ---------------------------- | ------------------- | --------------- | -------------- |
| Брод            | село, административный центр | 698                 | 617 815         | 57 257 813 001 |
| Ракино          | деревня                      | 338                 | 617 815         | 57 257 813 005 |
| Стреж           | посёлок                      | 14                  | 617 815         | 57 257 813 006 |
| Осиновая Гора   | деревня                      | 9                   | 617 815         | 57 257 813 004 |
| Казарма 1295 км | населённый пункт             | 2                   | 617 815         | 57 257 813 003 |
| Казарма 1292 км | населённый пункт             | 0                   | 617 815         | 57 257 813 002 |

## Деменёвское сельское поселение
| Название | Тип населённого пункта       | Население, 2010 год | Почтовый индекс | ОКАТО          |
| -------- | ---------------------------- | ------------------- | --------------- | -------------- |
| Деменёво | село, административный центр | 769                 | 617 814         | 57 257 816 001 |
| Капкан   | деревня                      | 179                 | 617 830         | 57 257 816 003 |
| Гари     | деревня                      | 49                  | 617 814         | 57 257 816 002 |

## Етышинское сельское поселение
| Название  | Тип населённого пункта       | Население, 2010 год | Почтовый индекс | ОКАТО          |
| --------- | ---------------------------- | ------------------- | --------------- | -------------- |
| Етыш      | село, административный центр | 396                 | 617 822         | 57 257 825 001 |
| Устиново  | деревня                      | 141                 | 617 822         | 57 257 825 003 |
| Кузнецово | деревня                      | 65                  | 617 822         | 57 257 825 002 |

## Калиновское сельское поселение
| Название    | Тип населённого пункта       | Население, 2010 год | Почтовый индекс | ОКАТО          |
| ----------- | ---------------------------- | ------------------- | --------------- | -------------- |
| Калиновка   | село, административный центр | 512                 | 617 805         | 57 257 831 001 |
| Коробейники | деревня                      | 197                 | 617 830         | 57 257 816 005 |
| Березовка   | деревня                      | 26                  | 617 830         | 57 257 831 002 |
| Ленинский   | посёлок                      | 5                   | 617 805         | 57 257 831 006 |
| Богатовка   | деревня                      | 2                   | 617 805         | 57 257 831 003 |
| Ключи       | деревня                      | 0                   | 617 830         | 57 257 831 004 |
| Шишовка     | деревня                      | 0                   | 617 830         | 57 257 831 007 |

## Павловское сельское поселение
| Название        | Тип населённого пункта       | Население, 2010 год | Почтовый индекс | ОКАТО          |
| --------------- | ---------------------------- | ------------------- | --------------- | -------------- |
| Павловка        | село, административный центр | 673                 | 617 820         | 57 257 836 001 |
| Ашша            | деревня                      | 403                 | 617 833         | 57 257 836 003 |
| Атняшка         | деревня                      | 344                 | 617 821         | 57 257 836 002 |
| Нижний Козьмяш  | село                         | 192                 | 617 802         | 57 257 833 001 |
| Большой Улык    | деревня                      | 85                  | 617 820         | 57 257 836 004 |
| Верхний Козьмяш | деревня                      | 62                  | 617 802         | 57 257 833 003 |
| Бараново        | деревня                      | 33                  | 617 802         | 57 257 833 002 |
| Лысая Гора      | деревня                      | 21                  | 617 820         | 57 257 836 007 |
| Казарма 1317 км | населённый пункт             | 8                   | 617 820         | 57 257 836 006 |
| Мокруши         | деревня                      | 0                   | 617 812         | 57 257 836 008 |

## Рябковское сельское поселение
| Название   | Тип населённого пункта       | Население, 2010 год | Почтовый индекс | ОКАТО          |
| ---------- | ---------------------------- | ------------------- | --------------- | -------------- |
| Рябки      | село, административный центр | 1302                | 617 801         | 57 257 837 001 |
| Зверево    | деревня                      | 518                 | 617 832         | 57 257 837 004 |
| Деткино    | деревня                      | 42                  | 617 801         | 57 257 837 006 |
| Караморка  | деревня                      | 35                  | 617 801         | 57 257 837 005 |
| Бикулка    | деревня                      | 34                  | 617 801         | 57 257 837 002 |
| Винокурово | деревня                      | 2                   | 617 801         | 57 257 837 003 |

## Слудовское сельское поселение
| Название         | Тип населённого пункта       | Население, 2010 год | Почтовый индекс | ОКАТО          |
| ---------------- | ---------------------------- | ------------------- | --------------- | -------------- |
| Слудка           | село, административный центр | 572                 | 617 829         | 57 257 839 001 |
| Большой Березник | деревня                      | 429                 | 617 831         | 57 257 843 002 |
| Ульяновка        | деревня                      | 244                 | 617 830         | 57 257 813 007 |
| Верх-Кига        | деревня                      | 31                  | 617 829         | 57 257 839 002 |

## Сульмашинское сельское поселение
| Название | Тип населённого пункта       | Население, 2010 год | Почтовый индекс | ОКАТО          |
| -------- | ---------------------------- | ------------------- | --------------- | -------------- |
| Сульмаш  | село, административный центр | 931                 | 617 811         | 57 257 840 001 |
| Аминькай | деревня                      | 220                 | 617 811         | 57 257 840 002 |

## Таушинское сельское поселение
| Название        | Тип населённого пункта       | Население, 2010 год | Почтовый индекс | ОКАТО          |
| --------------- | ---------------------------- | ------------------- | --------------- | -------------- |
| Тауш            | село, административный центр | 891                 | 617 826         | 57 257 843 001 |
| Таныпские Ключи | деревня                      | 168                 | 617 826         | 57 257 843 007 |
| Верх-Емаш       | деревня                      | 150                 | 617 826         | 57 257 843 003 |
| Николаевский    | посёлок                      | 11                  | 617 826         | 57 257 843 005 |

## Труновское сельское поселение
| Название        | Тип населённого пункта       | Население, 2010 год | Почтовый индекс | ОКАТО          |
| --------------- | ---------------------------- | ------------------- | --------------- | -------------- |
| Трун            | село, административный центр | 629                 | 617 823         | 57 257 846 001 |
| Есаул           | село                         | 317                 | 617 824         | 57 257 822 001 |
| Текловка        | деревня                      | 68                  | 617 823         | 57 257 846 010 |
| Покровка        | деревня                      | 40                  | 617 824         | 57 257 822 003 |
| Бизяр           | деревня                      | 34                  | 617 823         | 57 257 846 004 |
| Разъезд Трун    | посёлок                      | 28                  | 617 823         | 57 257 846 013 |
| Ивановка        | деревня                      | 27                  | 617 823         | 57 257 846 005 |
| Троицк          | деревня                      | 8                   | 617 823         | 57 257 846 012 |
| Казарма 1325 км | населённый пункт             | 0                   | 617 823         | 57 257 846 006 |

## Трушниковское сельское поселение
| Название     | Тип населённого пункта       | Население, 2010 год | Почтовый индекс | ОКАТО          |
| ------------ | ---------------------------- | ------------------- | --------------- | -------------- |
| Трушники     | село, административный центр | 605                 | 617 828         | 57 257 849 001 |
| Емаш-Павлово | деревня                      | 307                 | 617 828         | 57 257 849 003 |
| Большой Юг   | деревня                      | 118                 | 617 828         | 57 257 849 002 |

## Тюинское сельское поселение
| Название        | Тип населённого пункта       | Население, 2010 год | Почтовый индекс | ОКАТО          |
| --------------- | ---------------------------- | ------------------- | --------------- | -------------- |
| Тюй             | село, административный центр | 475                 | 617 808         | 57 257 851 001 |
| Ореховая Гора   | село                         | 404                 | 617 825         | 57 257 835 001 |
| Темное          | деревня                      | 83                  | 617 825         | 57 257 835 003 |
| Казанцево       | деревня                      | 31                  | 617 803         | 57 257 851 004 |
| Анастасино      | деревня                      | 19                  | 617 825         | 57 257 835 002 |
| Агарзинский     | посёлок                      | 16                  | 617 830         | 57 257 851 002 |
| Агарзя          | деревня                      | 12                  | 617 818         | 57 257 851 003 |
| Казарма 1331 км | населённый пункт             | 5                   |                 | 57 257 835 004 |
| Ольховка        | деревня                      | 2                   | 617 808         | 57 257 851 005 |
| Казарма 1333 км | населённый пункт             | 0                   |                 | 57 257 835 005 |